# Rusia en los Juegos Paralímpicos de Sídney 2000
Rusia estuvo representada en los Juegos Paralímpicos de Sídney 2000 por un total de 89 deportistas, 69 hombres y 20 mujeres.

## Medallistas
El equipo paralímpico ruso obtuvo las siguientes medallas:
| Nombre | Deporte                   | Evento                        |
| --- | ------------------------- | ----------------------------- |
| Oro |                           |                               |
| Rima Batalova | Atletismo                 | 800 m T12 femenino            |
| Rima Batalova | Atletismo                 | 1500 m T12 femenino           |
| Rima Batalova | Atletismo                 | 5000 m T12 femenino           |
| Liubov Vassilieva | Atletismo                 | 400 m T46 femenino            |
| Natalia Gudkova | Atletismo                 | Jabalina F46 femenino         |
| Olga Semenova | Atletismo                 | Pentatlón P13 femenino        |
| Ildar Pomykalov | Atletismo                 | Maratón T13 masculino         |
| Serguéi Sevostianov | Atletismo                 | Pentatlón P11 masculino       |
| Mijaíl Brednev Mamuka Dzimistarishvili Marat Fatiajdinov Serguéi Jryashev Nikolái Korenkov Andréi Lozhechnikov Victor Morózov Alekséi Shemanin Alekséi Silatchev Pavel Sizov Alekséi Toumakov | Fútbol 7                  | Torneo masculino              |
| Tamara Popdalnaya | Levantamiento de potencia | –52 kg femenino               |
| Andréi Strokin | Natación                  | 50 m libre S13 masculino      |
| Andréi Strokin | Natación                  | 100 m libre S13 masculino     |
| Plata |                           |                               |
| Liubov Vassilieva | Atletismo                 | 200 m T46 femenino            |
| Mijaíl Popov | Atletismo                 | 100 m T38 masculino           |
| Mijaíl Popov | Atletismo                 | 200 m T38 masculino           |
| Valeri Stepanskoy | Atletismo                 | 800 m T38 masculino           |
| Alekséi Ivanov | Atletismo                 | 5000 m T54 masculino          |
| Slava Chernobrov Oleg Chubasov Vladímir Fedótov Igor Gousev Michail Kisilev Shamil Kodraleev Slava Kosoujov Artur Melkonian Marat Oumarov Serguéi Rogov Nariman Sadekov Andréi Zajárov        | Baloncesto DI             | Torneo masculino              |
| Yulia Nikitina | Natación                  | 100 m braza SB9 femenino      |
| Dmitri Ivanov | Natación                  | 100 m braza SB13 masculino    |
| Albert Bakáyev | Natación                  | 100 m libre S3 masculino      |
| Veniamin Mitchourine | Yudo                      | –60 kg masculino              |
| Grigori Shneiderman | Yudo                      | –100 kg masculino             |
| Bronce |                           |                               |
| Victoria Chernova | Atletismo                 | 800 m T12 femenino            |
| Victoria Chernova | Atletismo                 | 5000 m T12 femenino           |
| Tatiana Mezinova | Atletismo                 | Jabalina F44 femenino         |
| Tatiana Mezinova | Atletismo                 | Peso F44 femenino             |
| Elena Jdanova | Atletismo                 | 200 m T12 femenino            |
| Natalia Popova | Natación                  | 50 m espalda S4 femenino      |
| Olga Sokolova | Natación                  | 200 m estilos SM11 femenino   |
| Albert Bakáyev | Natación                  | 50 m espalda S3 masculino     |
| Albert Bakáyev | Natación                  | 50 m libre S3 masculino       |
| Maxim Egorov Vadim Grankin Alekséi Grishayev Roman Kiselev | Natación                  | 4 × 100 m libre S14 masculino |
| Andréi Lebedinski | Tiro                      | Pistola deportiva SH1 mixto   |
| Oleg Chabachov | Yudo                      | –66 kg masculino              |